# St Magnus the Martyr

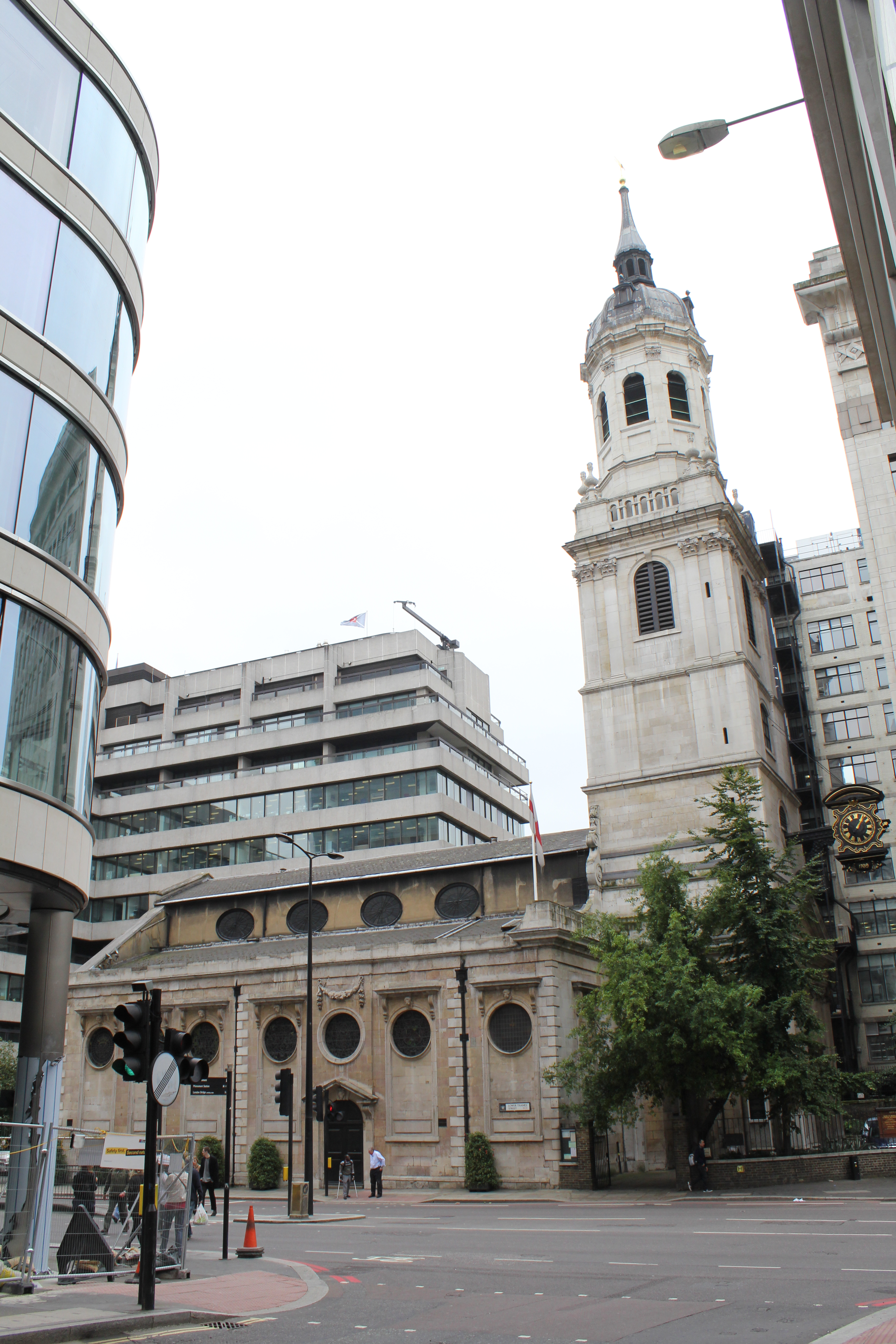
St Magnus the Martyr

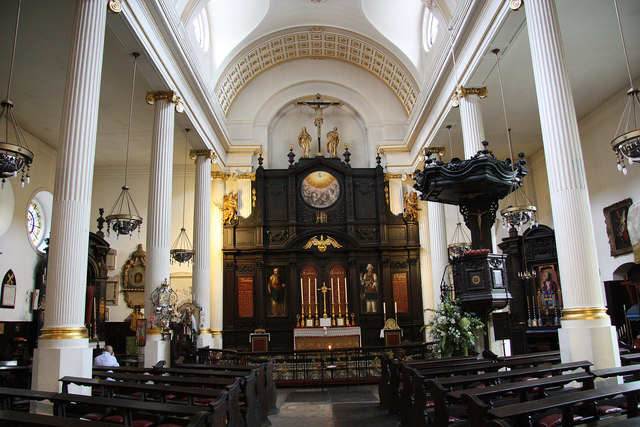
Kirchenraum

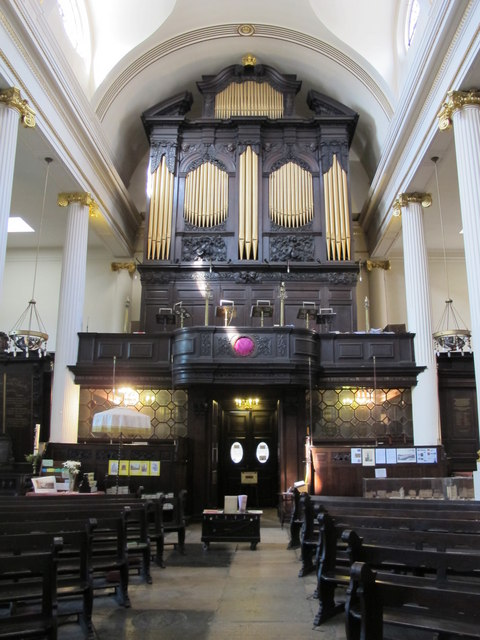
Orgel

St Magnus the Martyr ist eine anglikanische Pfarrkirche in der Lower Thames Street im Londoner Innenstadtbezirk City of London. Unmittelbar westlich des Kirchturms befand sich die Auffahrt des nördlichen Brückenkopfs der mittelalterlichen London Bridge. Die Kirche ist eine der Wren-Kirchen in London.

## Geschichte
Die Kirche ist dem Magnús Erlendsson, auch Magnus von Schottland († 1115), geweiht, wobei das Patrozinium bis zum 19. Jahrhundert meist auf den römischen Märtyrerheiligen Magnus von Caesarea bezogen wurde und endgültig erst bei der Neuweihe der Kirche 1926 die Identität zugunsten des schottischen Heiligen entschieden wurde. St Magnus diente den Gilden der Fischhändler und Spengler als Versammlungsort.
Die Kirche geht zurück in das 11. Jahrhundert, aber erst zwischen 1128 und 1133 wird sie als „steinerne Kirche St Magnus nahe der Brücke“ konkret im Besitz von Westminster Abbey belegt. 1234 wurde der Pfarrei St Magnus Land für die Erweiterung der Kirche (ad ampliationem) geschenkt. Weitere Ausbauten erfolgten um 1400, als der in St Magnus bestattete königliche Baumeister Henry Yevele Baugrund südlich der Kirche und 1413 ein Händler £40 zum Bau eines Südschiffs vermachte. Mit Beginn der Reformation wurde 1559 die mittelalterliche Ausstattung der Kirche zerstört, ihre endgültige Vernichtung erfolgte im Bildersturm 1640–1644 unter Oliver Cromwell.
Bereits 1633 war der Kirchenbau durch ein in der Nähe ausgebrochenes Feuer bedroht gewesen, um dann 1666 im Großen Brand von London, der in unmittelbarer Nachbarschaft der Kirche seinen Ausgang nahm, vernichtet zu werden. Bei der kirchlichen Neuordnung anlässlich des Wiederaufbaus der Londoner Innenstadt wurde die Pfarrei 1670 mit der benachbarten von St Margaret, New Fish Street vereinigt. Mit dem Wiederaufbau der Kirche wurde zunächst 1668 der Steinmetz George Dowdeswell beauftragt und 1671 von 1687 der Bau unter der Leitung von Christopher Wren fortgeführt, der zugehörige Turmbau zog sich noch bis 1705 hin. Mit Baukosten von fast £10.000 gehörte dieser Kirchenbau zu den teuersten des Architekten.

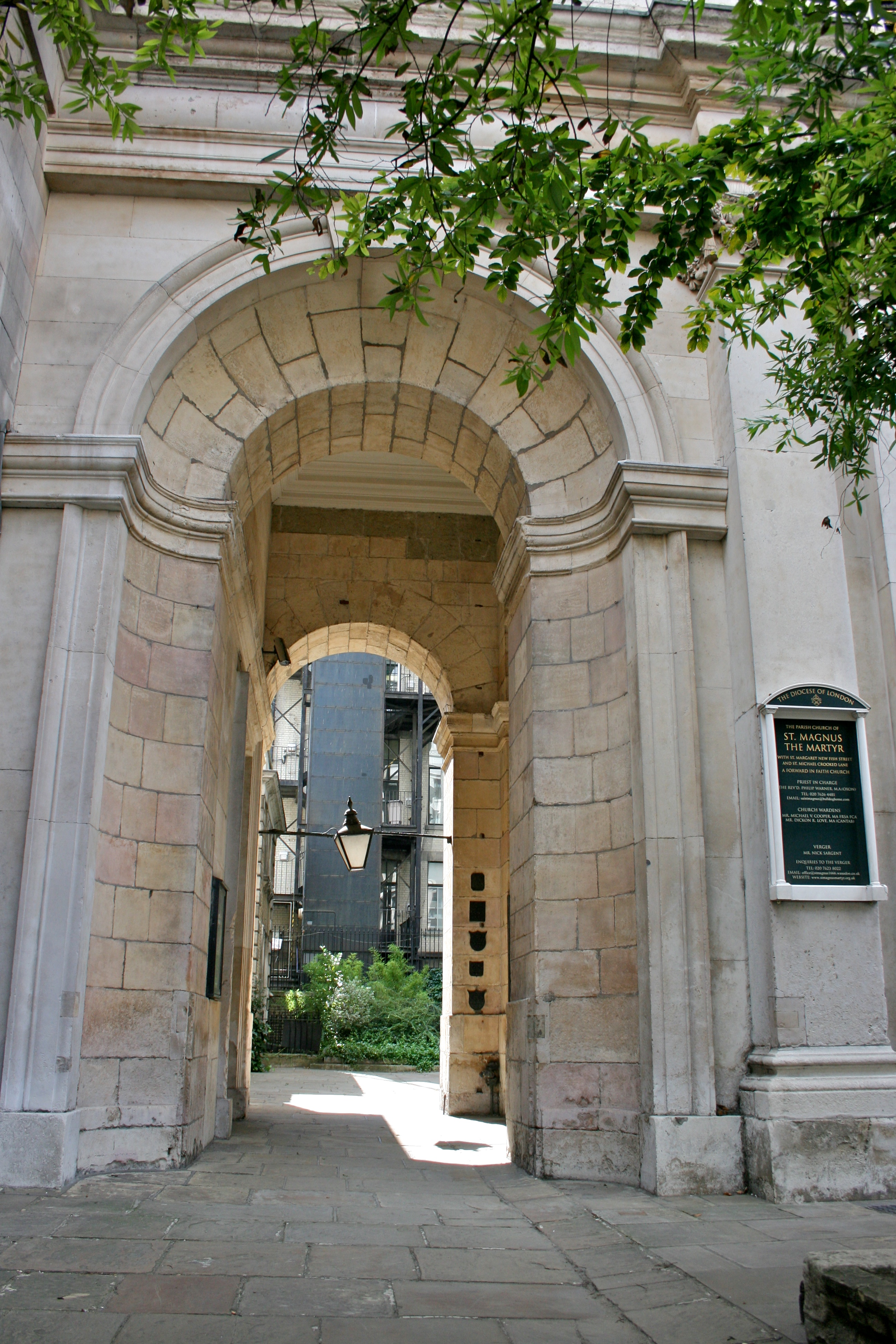
Durchgang durch den Kirchturm

Ein Brand am 18. April 1760 zerstörte den Dachstuhl der Kirche, der in der Folgezeit zusammen mit dem Obergaden der Kirche wiederaufgebaut wurde. Nach Niederlegung der mittelalterlichen Überbauung der London Bridge und der damit verbundenen Verbreiterung des Fahrwegs wurde 1762 der Kirchturm zu einem Durchgang für Fußgänger geöffnet. Eine weitere Umgestaltung erfolgte 1782, als die ursprünglichen Rundbogenfenster der nördlichen Langseite wegen der Lärmbelästigung des angrenzenden Fischmarkts durch den Architekten J. Tricker zu kreisförmigen Fenstern verkürzt wurden.
1825 bis 1828 wurde eine umfassende Restaurierung der Kirche erforderlich, und 1831 wurde die von Wren erbaute benachbarte Kirche St Michael Crooked Lane abgebrochen und ihre Pfarrei mit der von St Magnus zusammengelegt. Gleichzeitig erfolgte auch der Abbruch der mittelalterlichen London Bridge, deren Neubau 30 Meter flussaufwärts verlegt wurde, so dass der bisherige städtebauliche Zusammenhang zwischen Kirche und Brücke verlorenging.
Im Jahre 1920 wurde St Magnus auf einer Liste von neunzehn zum Abbruch vorgesehenen Kirchen der Londoner Innenstadt geführt, doch verhinderte ein allgemeiner Protest – darunter die entscheidende Stellungnahme von T. S. Eliot – die Ausführung des Plans. Stattdessen erfolgte 1924 eine Restaurierung des Kirchenraums durch den Architekten Martin Travers, der dabei zugleich eine Umgestaltung im neubarocken Sinne vornahm. Die bei der Bombardierung der London Bridge an der Kirche entstandenen Kriegsschäden konnten bis 1951 beseitigt werden, wobei das Stuckwerk im Innern erneuert wurde, desgleichen nach einem Feuer am 4. November 1995. Bis 2010 war die Außenrestaurierung abgeschlossen.

## Architektur
Christopher Wren entwarf die Kirche als eine dreischiffige Basilika mit flachgedeckten Seitenschiffen und einem Mittelschiffsaufbau über einer Folge von ionischen Säulen und einem Tonnengewölbe mit einschneidenden Stichkappen über einem durchlaufenden Architrav. Die Seitenfassaden der Kirche sind durch flache dreiachsige Risalite mit den Seitenportalen artikuliert. Bis zum Umbau von 1924 war zudem das Mitteljoch Joch vor der Orgelempore wie in Wrens Kirche St Mary Aldermanbury als Querachse mit einem Vierungsgewölbe ausgestattet, die durch Einsetzen eines zusätzlichen Säulenpaares aufgelöst wurde.  Der mit ionischen und korinthischen Pilastern reichgegliederte und in ein kuppelbekröntes Oktogongeschoss übergehende Turmbau, der den Turm der ehemaligen Antwerpener Jesuitenkirche zum Vorbild nimmt, hat mit der modernen Hochhausumbauung seine städtebauliche Wirkung über die Themse eingebüßt.

## Ausstattung
Die Kirche hat weitgehend ihre barocke Ausstattung behalten. Sie wurde 1926 ergänzt und überarbeitet und erhielt in den 1950er Jahren nach Beseitigung der Kriegsschäden eine neue Farbverglasung. Die mit den Emblemen der mit der Kirche verbundenen Gilden der Nordseite schuf Alfred L. Wilkinson, die der Südseite mit den Heiligen der in der Pfarrei aufgegangenen älteren Gemeinden stammen von Lawrence Lee.

### Orgel
Die Orgel ist eine Stiftung des Londoner Bürgermeisters Charles Duncombe aus dem Jahre 1711, ihre Inauguration fand am 14. Februar 1712 statt.  Das vom Orgelbauer Abraham Jordan erbaute Instrument gilt als die älteste mit einem Schwellwerk ausgestattete Orgel. Der original erhaltene fünfteilige, mit Oberwerk ausgestattete Orgelprospekt zeigt qualitätvolle Schnitzereien im Stil von Grinling Gibbons. Die Orgel erfuhr mehrere Wiederherstellungen, so 1760 durch John Sedgewick, 1782 durch Thomas Parker und John Frost, 1804 durch George Parsons, 1855 durch Gray & Davison, 1861 durch T Hill & Son, 1879 durch Brindley & Foster, 1891 durch Hill & Son, 1924 und 1949 durch R. Spurden Rutt & Co, sowie 1997 durch Hill, Norman & Beard.

### Glocken

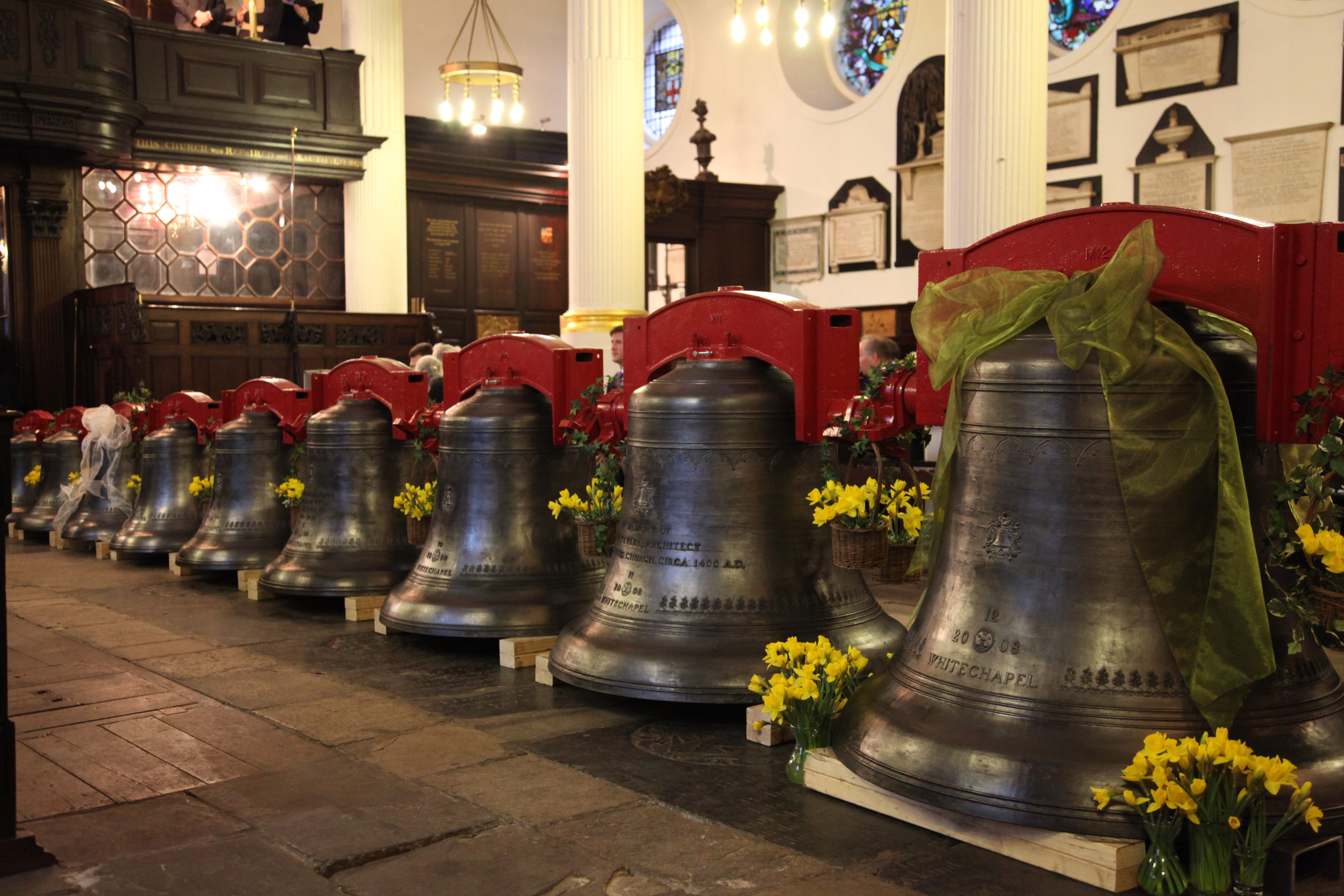
Das neue Geläut 2009

Die fünf Glocken der mittelalterlichen Kirche wurden 1672 zum Guss von drei neuen Glocken eingeschmolzen, die bis zur Fertigstellung des neuen Turms 1704 zunächst in einem hölzernen Glockenträger aufgehängt wurden. 1713 erhielt der Turm ein Geläut von acht Glocken, das bis 1718 auf zehn erhöht wurde. Während des Zweiten Weltkriegs wurde das Geläut abgenommen und, da 1951 vier Glocken gesprungen waren, schließlich 1976 eingeschmolzen. Erst 2008/09 erhielt die Kirche wieder ein neues Geläut von zwölf Glocken.